# Taz in Escape from Mars
Taz in Escape from Mars è un videogioco a piattaforme sviluppato da HeadGames e pubblicato nel 1994 per Sega Mega Drive e Game Gear. Del gioco è stata realizzata nel 1997 una conversione per Sega Master System destinata al mercato brasiliano.

## Trama
Seguito di Taz-Mania, nel videogioco Taz viene rapito da Marvin il Marziano che vuole rinchiuderlo in uno zoo marziano. L'obiettivo del protagonista è fuggire dal pianeta rosso e ritornare sulla Terra.